# Dignomus robustus
Dignomus robustus is een keversoort uit de familie klopkevers (Ptinidae). De wetenschappelijke naam van de soort werd in 1941 gepubliceerd door Maurice Pic.